# Ruders
Ruders ist eine Ortschaft und als Rueders eine Katastralgemeinde der Marktgemeinde Gastern im Bezirk Waidhofen an der Thaya in Niederösterreich.

## Geografie
Der Ort an der Thayatal Straße befindet sich nordwestlich von Gastern und westlich von Dobersberg. Zur Ortschaft zählt auch die südwestlich liegende Rotte Harmes. Die Ortschaft zählt 117 Einwohner (Stand: 1. Jänner 2024) und am 1. April 2020 umfasste die Ortschaft 47 Adressen.

## Geschichte
Urkundlich wurde der Ort 1112 genannt.
Im Jahr 1822 wurde der Ort als Dorf mit 14 Häusern genannt, das nach  Gastern eingepfarrt war, wohin auch die Kinder eingeschult wurden. Die Herrschaft Heidenreichstein besaß die Ortsobrigkeit, übte die Landgerichtsbarkeit aus, besorgte die Konskription und hatte die Grundherrschaft inne.
Laut Adressbuch von Österreich waren im Jahr 1938 in Ruders ein Gastwirt, ein Schmied und eine Schneiderin ansässig.

## Verbauung
Aus dem Doppelreihendorf entwickelte sich angerartig verbreitert ein Doppelzeilendorf. Es gibt Dreiseit- und Vierseithöfe.

## Kultur und Sehenswürdigkeiten
- Ortskapelle Ruders: Der schlichte Kapellenbau mit einer Halbkreisapsis unter einem Zeltdach trug einen Dachreiter. Die alte Kapelle wurde im Jahr 2018 nach rund 200 Jahren abgerissen und neu errichtet. Die neue Kapelle hat nun einen Zwiebelturm und der Innenraum wurde modern gestaltet.[5]

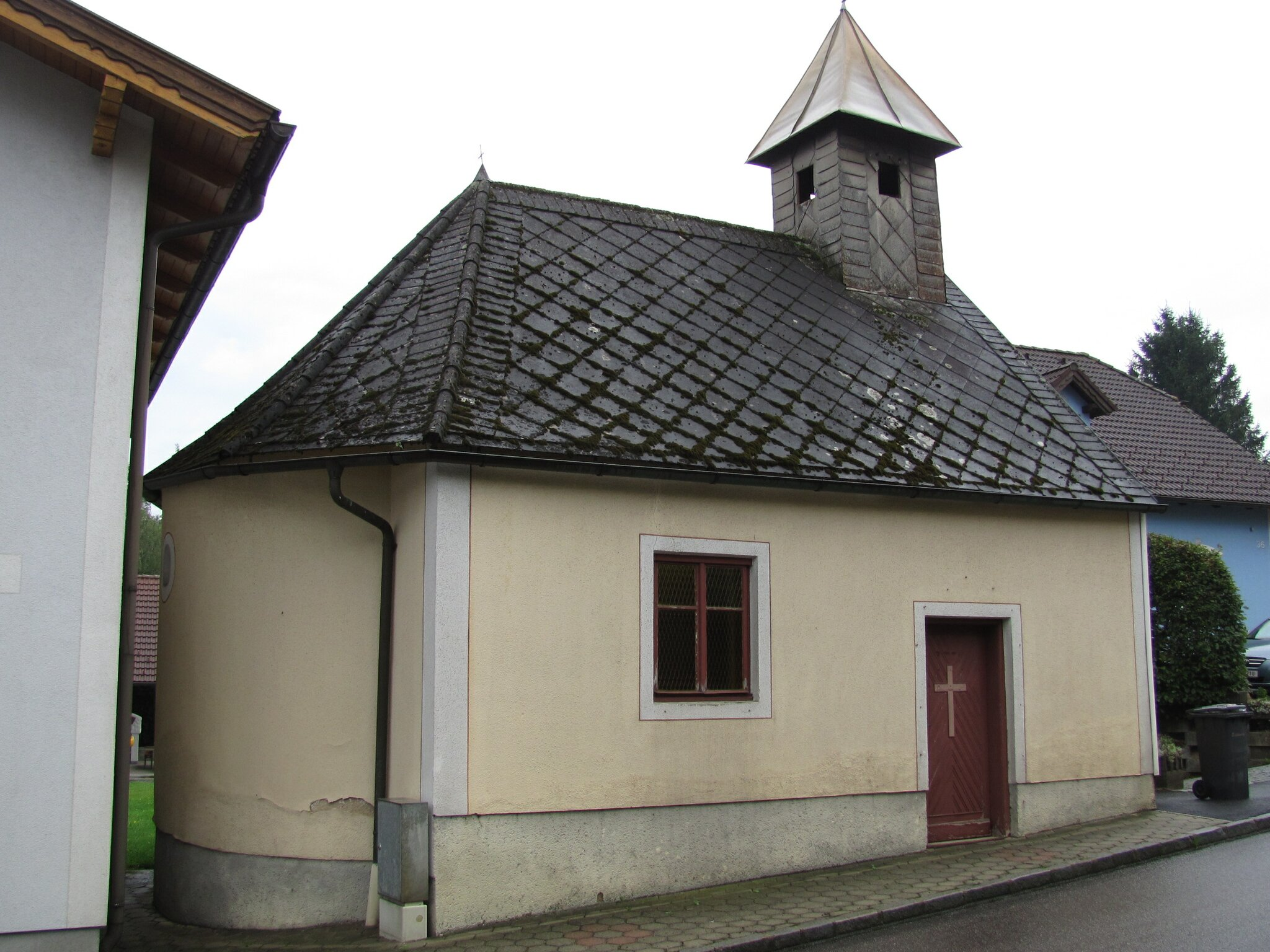
Alte Kapelle in Ruders

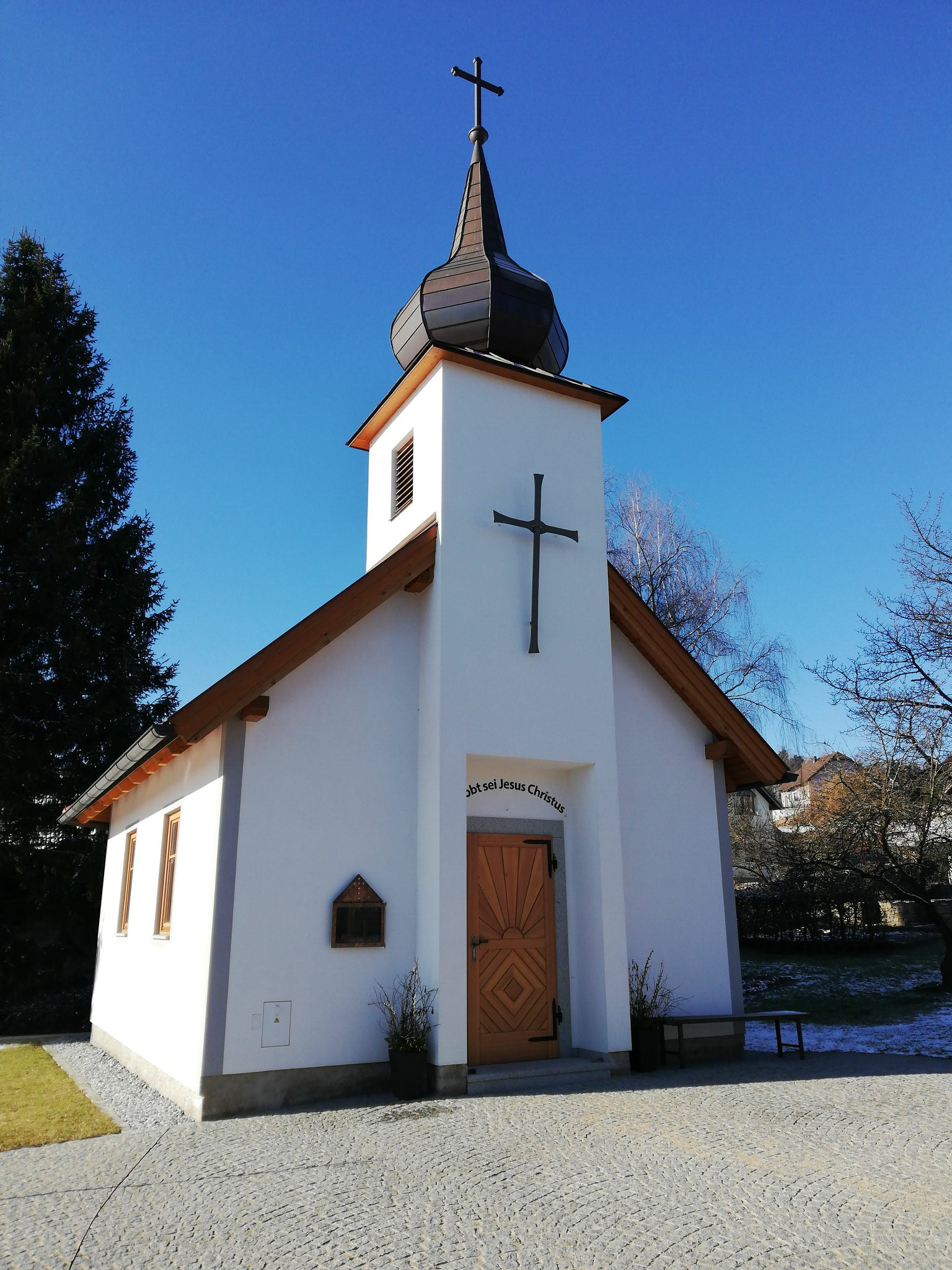
Neue Kapelle in Rudes

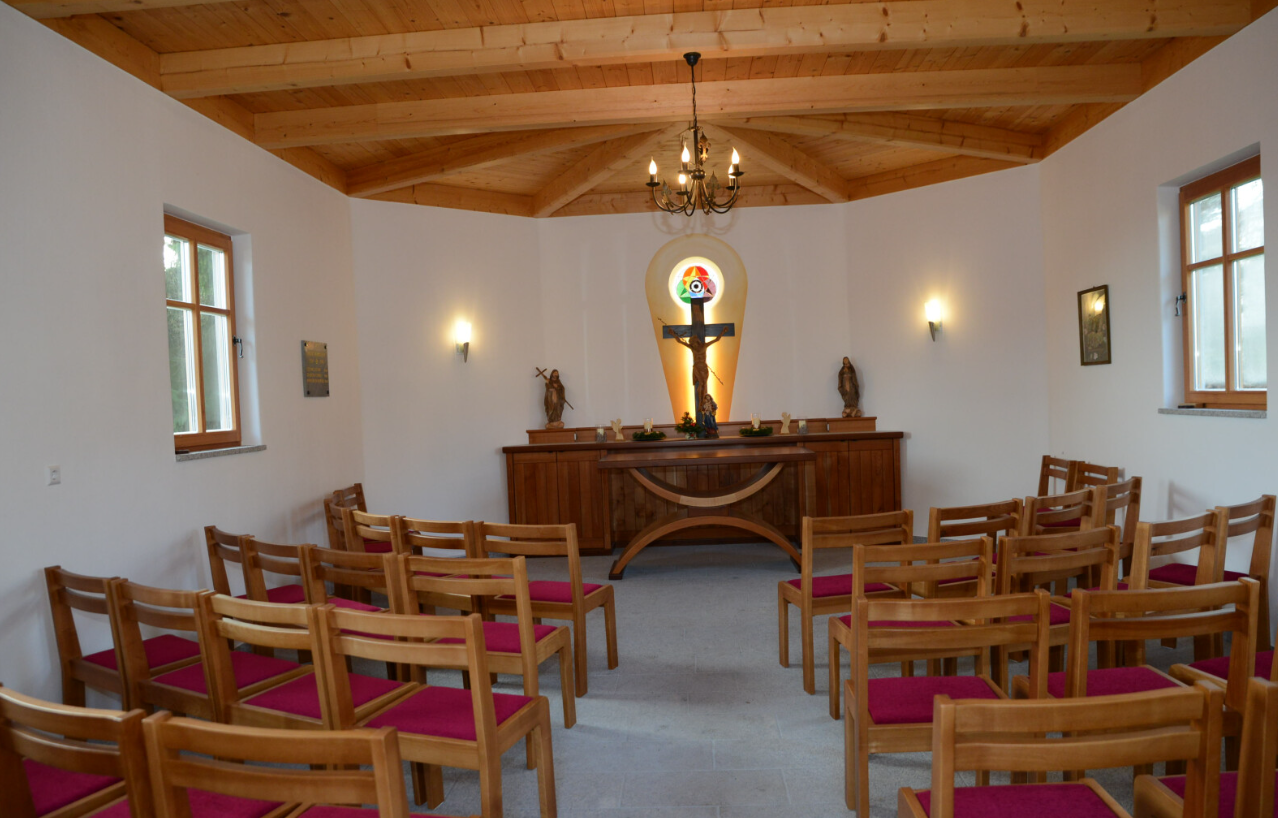
Innenraum der neuen Kapelle in Ruders

- Steinhochkreuz im Norden des Ortes
- Pestmarterl am westlichen Ortsausgang

## Persönlichkeiten
- Alfred Haufek (1933–2014), Politiker